# Slot Doddendael

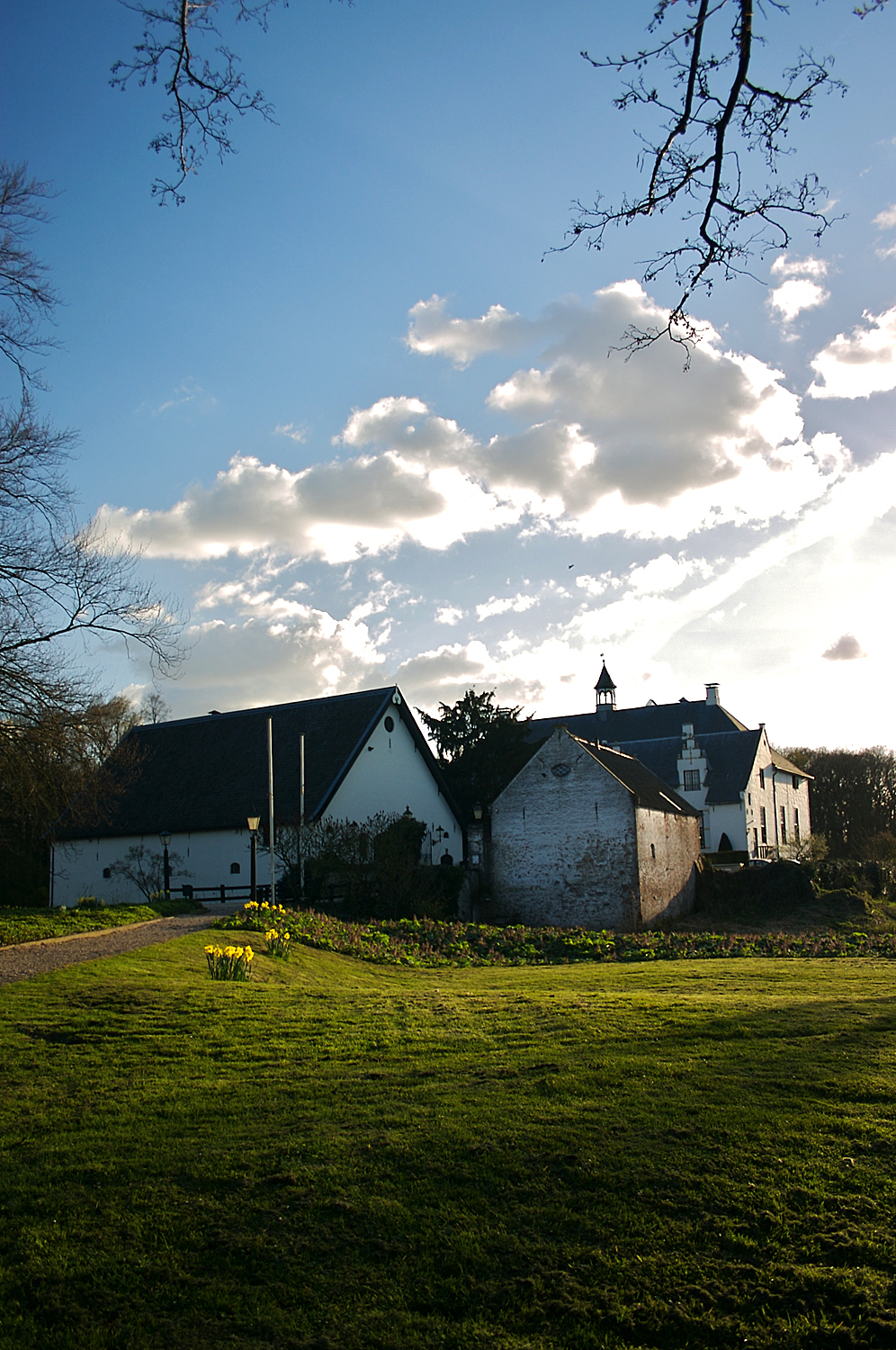
Het slot Doddendael in 2007

Slot Doddendael is een kasteel in het Nederlandse dorp Ewijk, provincie Gelderland. Het slot, half verscholen in de bossen, bestaat grotendeels uit een witgepleisterd hoofdgebouw. 
De twee Nijmeegse straten Doddendaal zijn naar alle waarschijnlijkheid vernoemd naar dit slot. De betreffende familie had enige tijd, behalve het slot, ook nog een herenhuis aan de eerste Doddendaal (tegenwoordig de Kroonstraat).

## Geschiedenis
Veelal wordt aangenomen dat het Huis Doddendael rond de jaren dertig van de 14e eeuw gebouwd werd. In 1332 had 'her Robert van Appeltern' de grond in pacht gekregen. De naam Doddendael dateert uit 1379. 
Over de herkomst van de naam Doddendael zijn meerdere verklaringen opgevoerd. De waarschijnlijkste mogelijkheid is dat het gaat om een verwijzing naar de lisdodden, die er rijkelijk in de drassige omgeving voorkomen.
Voor het eerst wordt Doddendael genoemd in verband met het geslacht Appeltern. Later behoort het kasteel toe aan de familie Van Buren en Jasper van Culemborg, die het in leen had rond 1474. Doddendael werd toen beschreven als “Borch, huys ende hoff tot Ewic”. In de 15e eeuw is een ommuring aangelegd en is de gracht tussen het huis en de muur gedempt. 

### Karel van Gelre
In 1489 koopt Godert van Stepraedt, behorend tot de familie Van Stepraedt die stamt uit Limburg an der Lahn het slot voor 4000 goudguldens. In 1526 wordt het slot aan hertog Karel van Gelre verkocht. Uit dat jaar lijkt er een lijst te zijn van de vertrekken en de inventaris. Onder de inventaris vallen ook de rosmolen, de brug en de huisraad, voorraden, geschut, buskruit en ook een paar zwanen met 7 jongen. Karel van Gelre wilde de onafhankelijkheid van het gebied rond Doddendael behouden en zette het slot in als vesting. Hij voelde zich namelijk belaagd, eerst door de Bourgondiërs en later door de Habsburgers. Karel dacht dat hij op goede voet stond met de Nijmegenaren. Echter, juist zij ondernamen, onder leiding van Arnt Pieck en Gerrit de Wijze, per aak een plundertocht naar het kasteel en staken het in brand. 
Erfopvolger Dirck van Stepraedt kocht het slot in 1528 “verbrant en weerloes” terug. Er wordt algemeen van uitgegaan dat hij hierna begonnen is met het te herstellen.

### Tachtigjarige Oorlog
Tussen 1580 en 1590 speelt Doddendael een rol in de eerste fase van de Tachtigjarige Oorlog. Aanvankelijk is het slot in handen van de Staatse troepen, maar in 1585 wordt het door de Spanjaarden bezet. Een spaansgezinde kapitein, genaamd Boel, voert het bevel. In 1590 echter herovert Prins Maurits Doddendael tijdens het Beleg van Nijmegen. Hij laat het kasteel in brand steken en laat kapitein Boel voor landverraad onthoofden. Van het kasteel blijven alleen de zware rompmuren overeind.

### Herstel
De leden van de familie van Stepraedt strijden daarna onderling om het bezit van Doddendael. In 1604 krijgt Johan van Stepraedt, na een proces, het slot toegewezen. Hij begint met het herstel en gaat er met zijn vrouw, Maria van Dordt, en hun vijf kinderen ook wonen. Portretten van deze familie, geschilderd in 1619, hangen nu nog in Ridderzaal. Alsmede van twee schilderijen van zijn zusters: Agnes van Stepraedt en Walraven (Walravina) van Stepraedt (1576–1616) die in 1609 met Caspar van Merwyck tot Kessel trouwde.
Na de dood van Johan blijft zijn vrouw met twee dochters op Doddendael wonen. Na de dood van Maria van Dordt in 1638 erft Reyner van Stepraedt het landgoed. Hij kan het beheer echter niet aan en draagt het over aan zijn broer Derck, die woonde op het Loo. Derck begon met de (her)bouw. In oude archieven zijn gegevens te vinden het aantal gebruikte ijsselstenen, vloerplanken, kalk en glas die tijdens (her)bouwactiviteiten gebruikt zijn.

### Schuilkerk
Na 1655 gebruikt de familie Van Stepraedt Doddendael niet langer als hoofdverblijf. De familie werpt zich in die tijd op als beschermer van de rooms-katholieken in het Land van Maas en Waal, en zij stelt de kelder ter beschikking als schuilkerk. Bij de eerste wijnnis in de slotkelder, waar vroeger een trap was, hangt nog het wijwaterbakje en op de plafonds zijn nog de resten te zien van een beschildering met sterretjes. Pastoors woonden op het kasteel en werden door de familie Van Stepraedt onderhouden. Later vervulden de pastoors ook de rol van rentmeester.

### Verval en herstel
Wanneer erfdochter Maria Agnes van Stepraedt in 1743 trouwt met Willem Caspar van Doornick, gaat het kasteel over naar de familie van Doornick. De familie gaat echter niet wonen op Doddendael, maar verpacht het huis. Ruim 25 jaar later komt Doddendael, opnieuw door vererving in de vrouwelijke lijn, in handen van de familie Von Nagel von Vornholz. Herman Von Nagel wil het slot eigenlijk meteen verkopen, maar er is geen serieuze koper. Geen van de leden van de familie bewoont ooit het slot. Zij bleven altijd wonen op Vornholz in Westfalen. Verschillende rentmeesters bewonen Doddendael en het slot raakt door financiële problemen ernstig in verval. Deze problemen namen nog toe toen in 1794 de boeren de pacht niet meer konden betalen.
In 1825 vestigt rentmeester van Koolwijk zich in het kasteel en hij begint met voorzichtig herstel. Daarna volgen vele restauraties. Het slot bestaat momenteel uit een rechthoekig hoofdgebouw met aan de voorzijde een aanbouw en een toren.

### Verbeurdverklaring
Na de Tweede Wereldoorlog wordt Doddendael als Duits bezit verbeurd verklaard en tijdelijk in eigendom gegeven aan de rentmeester. Pas in 1956 wordt Freiherr von Nagel-Doornick-Vornholz weer in het bezit gesteld van zijn Nederlandse goederen. Dat wil zeggen: hij krijgt het kasteel terug, maar het grootste deel van het terrein gaat naar Staatsbosbeheer. 

### Nieuwe bestemmingen
Van 1965 tot 1974 werd het kasteel bewoond door het kunstenaarsduo Huub en Adelheid Kortekaas en hun beide kinderen. Doddendael was toen ook de werkplek van het kunstenaarsduo.
Uiteindelijk wordt het kasteel in 1972 gekocht door de heer Van Vliet en daarna door de heer Braam. De heer Braam geeft het slot een horecabestemming en begint met een grondige restauratie. Vanaf 1977 is Slot Doddendael in gebruik als restaurant voor partijen. Sinds april 2012 heeft zijn dochter, Fabiënne Braam, samen met haar man Jan Willem ’t Hooft, de exploitatie en het onroerend goed overgenomen. 
Aalst · Aardenburg · Acquoy · Aerdt · Agistaldaburg · Ahof · Aldenhaag · Aller · Ambe · Ammersoyen · Ampsen · Andelst · Angeroyen · Appelburg · Appelse walburg · Appeltern · Arler · Baak · Babberich · Baer · Baerle · Bakerbosch · Balgoij · Barlham · Batenburg · Beek · Beerenclaauw · Bemmel · Bevervoorde · Bergh · Biljoen · Bingerden · Blankenborg (Laren) · Blankenborg · Blauwe Huis · Blokhuis (Ravenswaaij) · Boelenham · Boetselaersborg · Borculo · Boswaai · Brakel · Den Brakel · Den Bramel · Bredevoort · Broekhuizen · Bronkhorst · Bruchem · Bruinhorst · Brunsberg · Bulkestein · Bunswaard · Burcht van Tiel · Buren · De Buurse · Byland · Byvanck · Caetshage · Camphuysen · De Cannenburch · de Cloese · Coldenhove · Culemborg · Dedinckweerd · Delwijnen · Didam · Diepenbroek · Hof te Dieren · Huis Dijck · Dikke Tinne · Doddendaal · Dodewaard · Doornenburg · Doornik · Doorwerth · Dooyenburg · Dorth · Doseburg · Drakenburg · Dreumel · Druten · Duivelshuis · Eerbeek · De Ehze · Elburg · Eldrik · Emmerik · Engelenburg · Groot Engelenburg · Engelrode · Enghuizen · Enspijk · De Essenburgh · Essenpas · Est · Fokkinck · Gameren · Geerestein · Geldermalsen · De Gelderse Toren · Geldersweerd · Gellicum · Gendt · Gennepestein · Glindhorst · Goudenstein · ‘s-Grevenhoef · Groot Hell · Groenlo · Groesbeek · Huis te Groesbeek · Grunsfoort · Gulden Spijker · Hackfort · Hackforts Veenhuis · Hagen · Hagevoort · Hamerden · Hanepol · Harreveld · Harslo · Hassink · Het Haveke · Hedel · Heeckeren · De Heegh · Hees · De Heest · Hellouw · Hemmen · Hernen · Motte van Hernen · Heumen · Heusden · Hoekelum · Hoekenburg · De Hoeve · De Hof · Hof d'Ooy · Hof van Arkel · Huis het Holt · Holthuis · Het Holtslag · Ter Horst · Houberg · St. Hubertus · Huissen · Hulhuizen · Hulkestein · Hulsen · Hunneschans bij De Duno · Hunneschans bij Uddel · Jonker Bloo · 't Joppe · De Kamp · Karssenberg · Kemnade · Keppel · Kermestein · Kernhem · Kervel · Kiefskamp · De Kinkelenburg · Klein Enghuizen · Kleverburg · Kortenhoeve · Laag Helbergen · Lakenburg · Landfort · Langen · Latenstein · De Lathmer · Lathum · Ter Lede · Leegpoel · Leemcuyl · Leeuwen · Leeuwenbergh · Lensenburg · Lent · Leur · Leuvenum · Leyenburg · Lichtenvoorde · Lievenstein · Loenen · Loevestein · Loil · Loowaard · Luynhorst · Hof te Maasbommel · Magerhorst · Malburgen · Malderburcht · Malsen · Manhorst · Marhulsen · De Marsch · Marveld · Mathena · Maurik · Medel · Medestein · 't Medler · Meinerswijk · De Mellard · Mensink · Mergelp · Meteren · 't Meyerink · Middachten · Millingen · Mussenberg · Nagelhorst · Nederhagen · Nederhemert · Neerijnen · Huis Neerijnen · De Nesch · Nettelhorst · Nieuwe Blokhuis ·  Nijburg · Nijenbeek · Old Putten · Notenstein · Nye Huis · Olde Spijker · Oldenaller · Oldenhof (Driel) · Oldenhof (Heteren) · De Ooij · Oolde · Oud Oolde · Oosterhout · Ophemert · Opijnen · Oud Ampsen · Oude Blokhuis · Het Oude Loo · Oude Voorst · Oudenborch · Oud-Wisch · Huis te Overasselt · Overeng · Overhagen · Overlaar · 't Oye · Palmestein · De Parck · Persingen · Plekenpol · Ploen · Pluimenburg · Poederoijen · Poelwijck · Poelwijk · De Pol (Dreumel) · Huis de Poll (Huis te Gietelo) · De Poll (Huissen) · Pollenbering · Pollenstein · Puttenstein · Het Raasink · Ravenhorst · De Rees · Ressen · Reuversweerd · Reygersfoort · Rhijnestein · Huis Rijswijk · Rode Toren · Roode Wald · Rosande · Rosendael · Rossum · Rumpt · Ruurlo · Rijsselt · Schadewijk · Schaffelaar · Scherpenzeel · Schoonbroek · Schoonderbeek · Schoonenburg · Schuilenburg · Schuilkerke · Hof te Seelbeek · Sevenaer I · Sevenaer II · Sinderen (Oude IJsselstreek) · Sinderen (Voorst) · Slangenburg · Sleeburg · Slimsijp · De Snor · Soelen · Spaansweerd · Spaldorp · Spijk · Staverden · Sterkenburg · Swanepol · Tarthorst · Teisterbant (Kerk-Avezaath) · Teisterbant (Kerkdriel) · Ter Dicke · Tolhuis · Tolhuis (Tiel) · Tollenburg · Tongerlo · Toren van Wely · Tuil · Ubbergen · Uilenburg (Ewijk) · Uilenburg (Heteren) · Ulenpas · Ulft · Upladen · Valburg · Valkhofburcht · Valkhofpalts · Vanenburg · Varik · Hof te Varsseveld · 't Velde · Velhorst · Verwolde · Vierakker · De Voorst · Voorstonden · Vorden · Vosbergen · Vredenburg · Vredestein (Driel) · Vredestein (Ravenswaaij) · Vuren · Waardenburg · Waddestein · Wadenoijen · Waede · Wageningen · Walfort · 't Waliën · De Wardt · Watergoor · Watermeerwijk · Wayenstein (Huis te Herwijnen) · Well (Huis van Malsen) · Weijenrade · Westenburg · Westerholt · Weurt · De Wiersse · Wijenburg (Echteld) · De Wildenborch · De Wildt · Wilp · Wilperhorst · Winssen · Wisch · Wychen · Wolfswaard · Woolbeek · Yrst · IJzendoorn · Zeeland · Zilveren Spijker · Zuilichem · Zwaluwenburg · Zwanenburg (Heerde) · Zwanenburg (Megchelen)